# B-1槍騎兵戰略轟炸機
B-1“槍騎兵”（英語：B-1 Lancer），是美國空軍在冷戰末期開始使用的超音速可變後掠翼重型長程戰略轟炸機，由北美航空（後與洛克威爾公司合併，又被波音併購）於1970年代研製，在1974年首次試飛，並於1985年服役。

## 發展沿革

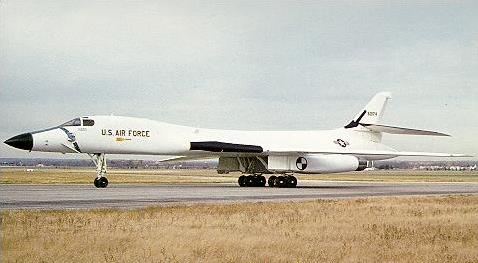
B-1A

二战后，美国战略空军的战略轰炸机走高空高速技术路线，相继发展出10台发动机的B-36D、6台发动机的B-47及8台发动机的B-52同溫層堡壘轟炸機，1960年服役B-58轰炸机最大飞行高度超过了15200米，最大飞行速度达到了1850千米/小时。XB-70“瓦尔基里”轰炸机最大飞行高度24400米，最大速度更高达3倍音速，但在1963年因國防部的指示不得不予放棄。
B-70計畫取消不久後，美國空軍就開始檢討新戰略戰鬥機的構想：新戰略轟炸機不追求B-70那麼高的速度，而是以音速左右的低空進攻為主。由於B-52轟炸機的高空亞音速進襲方式，在面對新式的防空系統、飛彈及戰機已難以生存，而新一代具匿蹤性能的「先進技術轟炸機」（ATB）所需技術，在短期之內又無法開發出來。
為了維持美國「戰略鐵三角」（陸基長程洲際彈道導彈、潛射彈道飛彈、長程戰略轟炸機）的完整，美國決定研發新世代具低空滲透能力的長程戰略轟炸機，來填補這個空檔。1961年美国空军启动了“亚音速轰炸机”（SLAB）计划；1965年启动了“先进有人驾驶战略飞机”（AMSA）计划。經過60年代F-111及B-70等2個失敗的發展案後，1969年，美国空军发布了项目需求书，AMSA被正式命名为B-1“枪骑兵”。B-1A的主要作战方式为超音速高空突防，1970年6月4日，美国防务系统采办评审委员会最终决定，B-1项目进入全尺寸发展阶段，由洛克威爾公司生产5架飞行试验样机和1架静力试验样机。1974年10月26日，在加利福尼亚州的棕櫚谷，机号74-0158的首架B-1原型机正式出厂，并于当年12月23日首飞，首飞历时78分钟。
B-1A計畫造價高昂，且穿透能力不如彈道飛彈，1977年6月30日，美國總統卡特在听取了国防部长哈羅德·布朗的建议之后，宣布取消B-1的生产计划。布朗认为，携带现代巡航导弹的作战飞机可以更有效地确保美国战略力量的有效性。然而，已經建造的四架原型機仍持續試飛至1981年4月；1978年10月5日，在15240米的高空，第二架B-1原型机达到了馬赫2.22的最大飞行速度。
直到繼任的美國總統雷根上台後，1981年10月2日，总统宣布美国将制造100架低空高速突防的B-1B战略轰炸机，并在1986年形成初始作战能力，B-1B总经费达到了205亿美元。於1983年3月進行B-1B原型機的試飛，1985年正式量產進入美國空軍服役；最高在役的数量约为95架。

## 實戰經歷
B-1B首次投入實戰是在1998年12月的沙漠之狐行動，對伊拉克進行空中轟炸。
1999年，6架B-1B投入北約各國對塞爾維亞所進行的聯合轟炸任務，並在僅佔總飛行架次2%的情形下，投擲了超過20%的彈藥量總合。
在2001年阿富汗戰爭初期，8架B-1B也扮演十分重要的空中轟炸角色，投擲了包括約3,900枚JDAM在內的各型傳統炸彈。而之後在第二次伊拉克戰爭中，亦有少量B-1B參與空襲任務。
2024年2月2日，2架B-1B轟炸伊拉克及敘利亞境內的伊朗部隊陣地，共投擲125枚炸彈，以報復約旦美軍基地受襲。

## 設計特色
機體最大的特色是採用可變後掠翼的形式，全開時翼展可達到41.78米，採用最大後掠角時是23.84米。可變後掠翼是用來調和各種矛盾要求的手段，如高速飛行、低受風負荷（Wind Gust）、長續航距離及優良的起降性能等。由於採可變後掠翼，B-1能從跑道長度較短的民用機場起飛作戰；事先分散機群可避免因敵方先制攻擊機場而全數遭到破壞。
B-1的機身是由平滑的曲面所包覆，和主翼沒有明顯界線。此外，曲面可分散雷達的電波，藉此降低雷達截面積（RCS），使B-1更不易被雷達察覺。

## 飛行性能

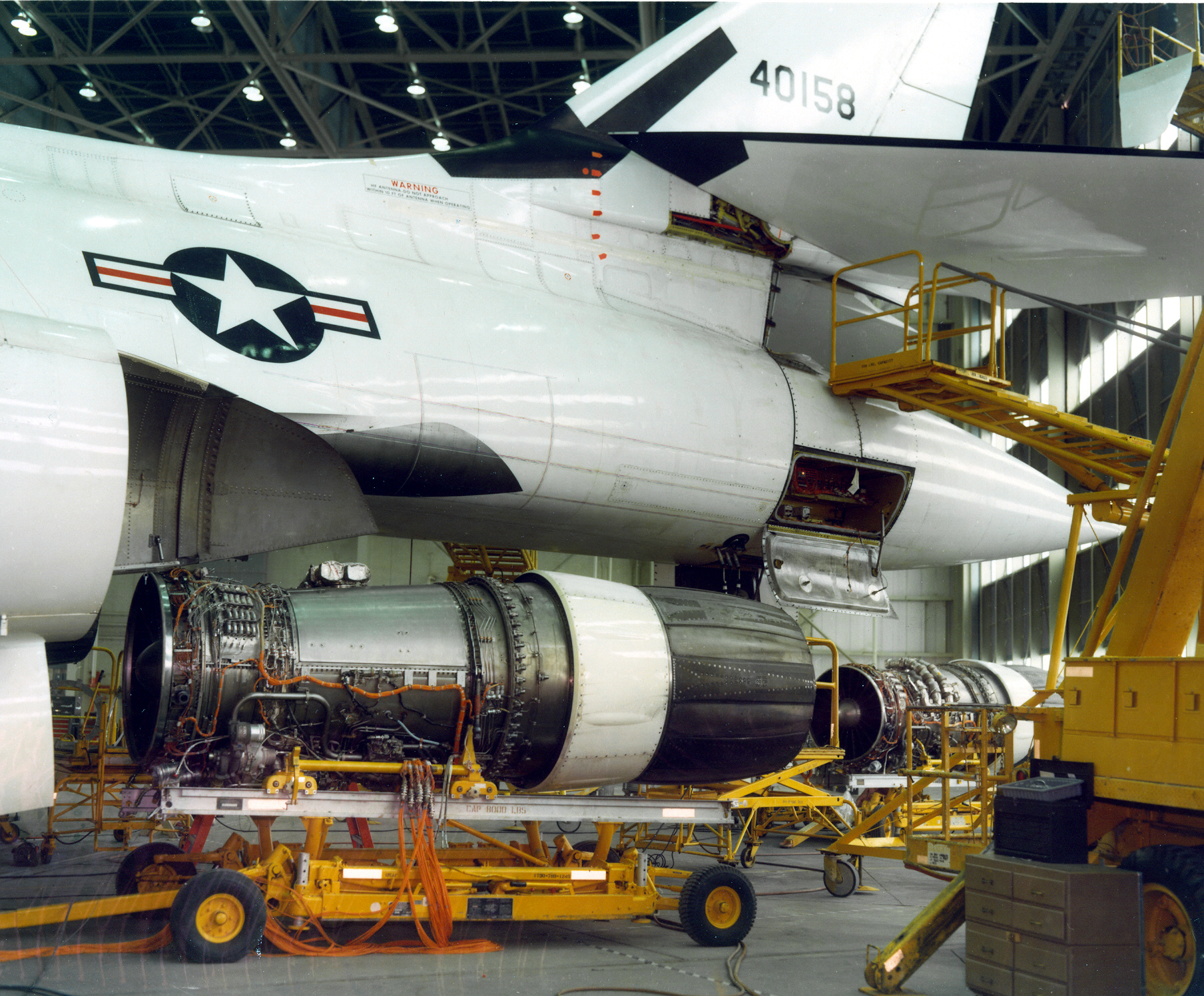
B-1A的引擎檢修

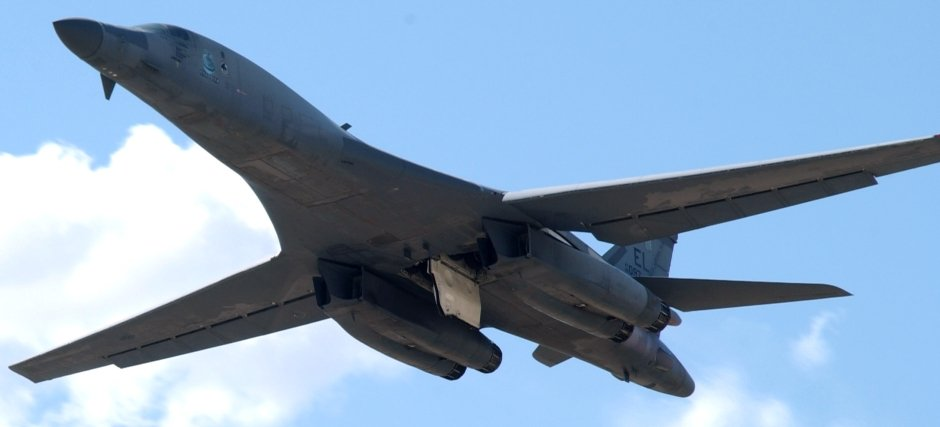
一架B-1B

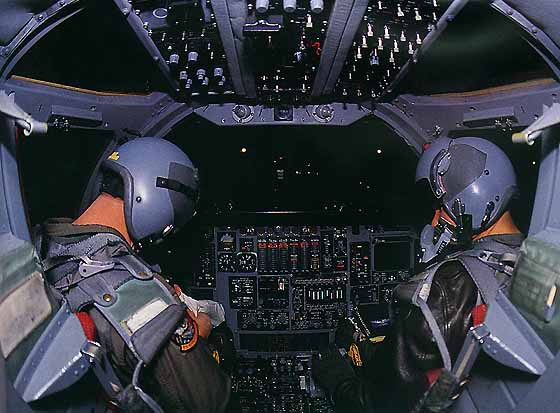
駕駛艙

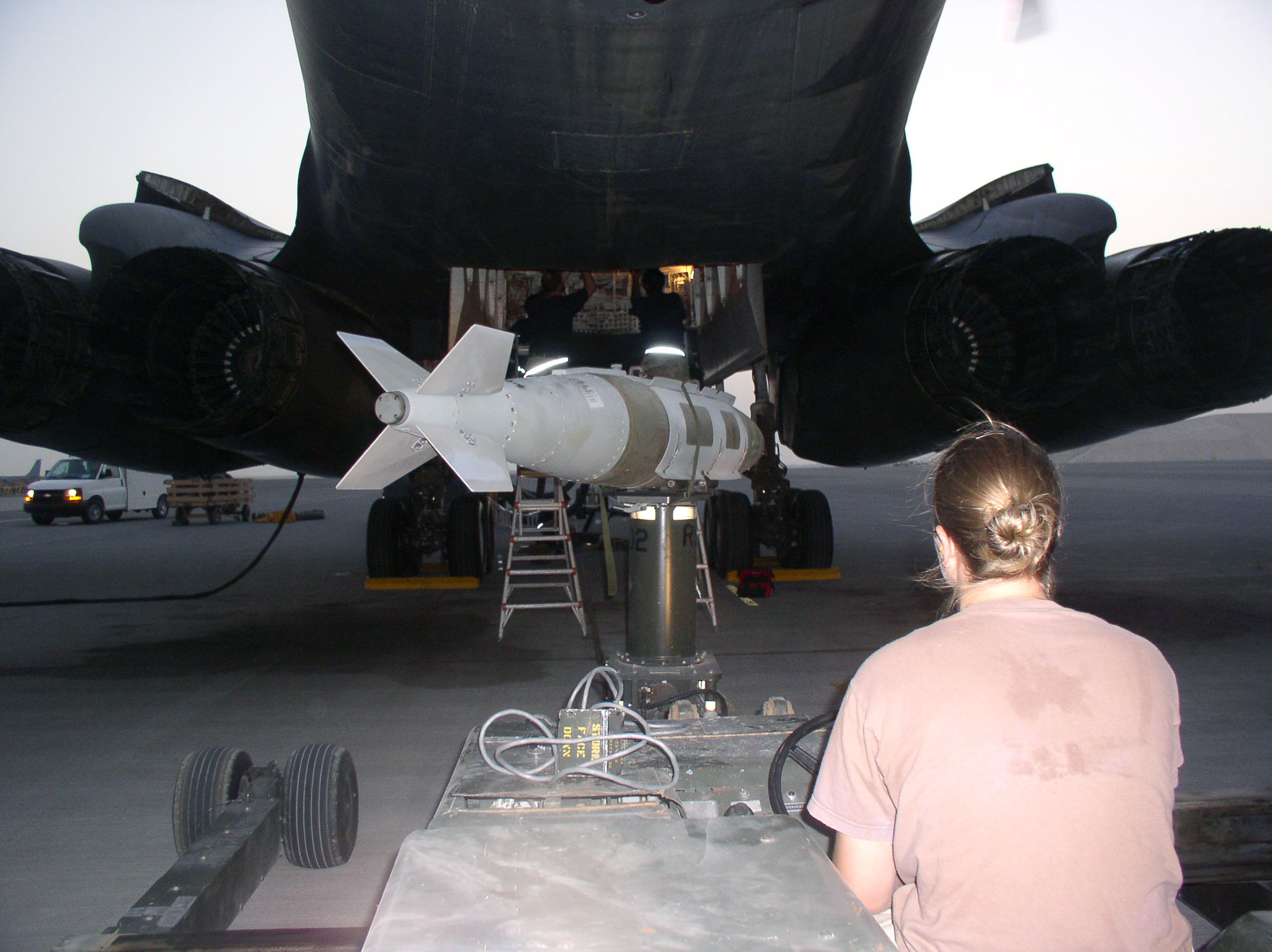
彈艙裝彈

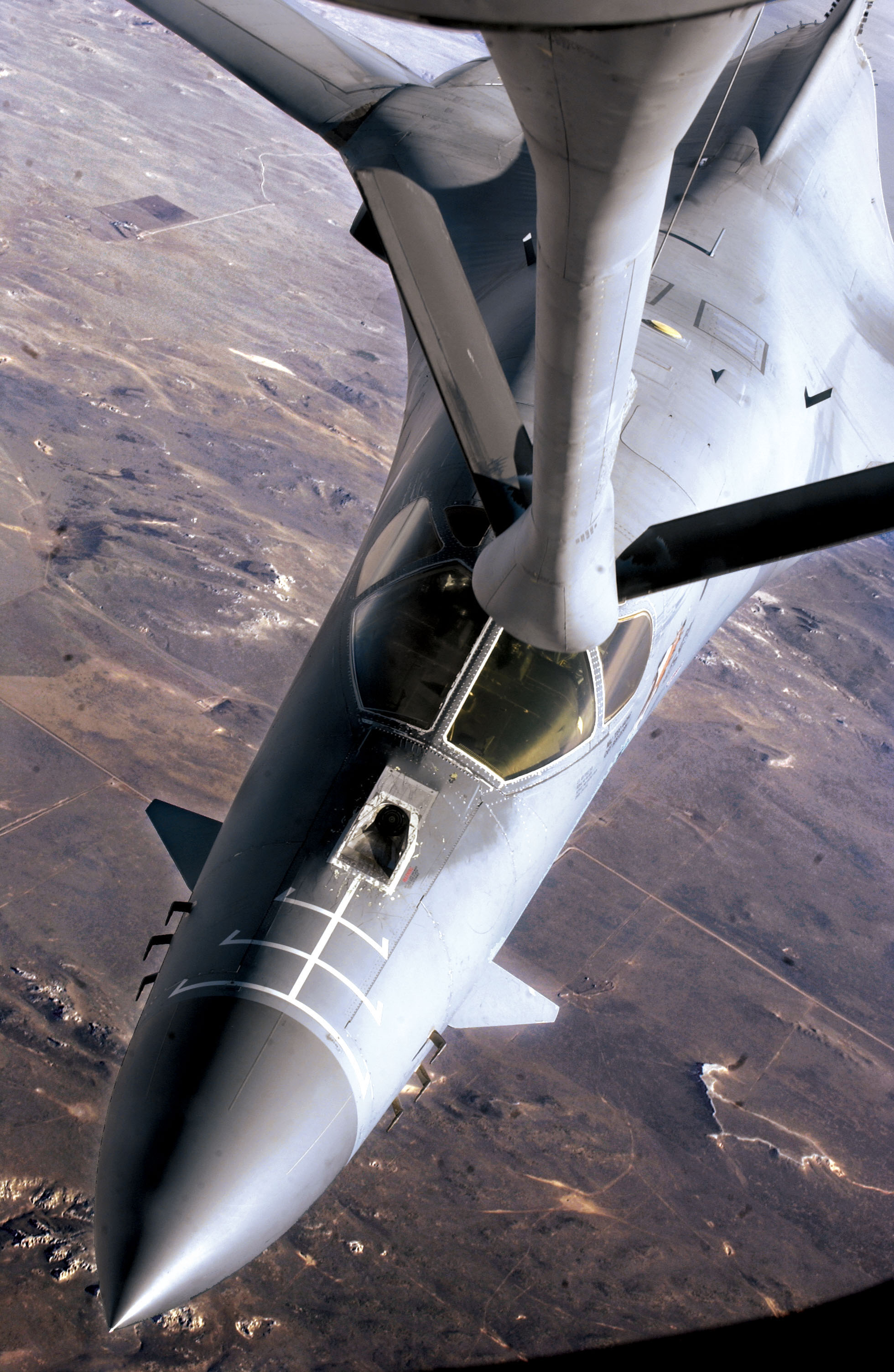
B-1空中加油

B-1在平坦的地面上可降低到60公尺的飛行高度，之所以能有如此超低空的飛行能力，歸功於由前方監視雷達和自動操縱裝置組合而成的地形追蹤系統。它是從機首不斷地探測飛行路徑上的地形，使機體自動配合起伏升降，和地表維持一定高度的系統。飛行高度可定出60公尺、90公尺、120公尺、150公尺、225公尺、300公尺等六個階段。
其駕駛艙下方的一對鰭形小翼亦為設計上的重要特徵，這對小翼可以針對低空紊亂的陣風做出相對應的調整，減輕機身顛簸的程度，使機組員能在較舒適的狀況下進行任務，並延長機身的壽命。

## 傳統任務升級計畫
傳統任務升級計畫（Conventional Mission Upgrade Program, CMUP）旨在強化B-1B轟炸機在執行傳統任務時的作戰效益。藉由軟體和硬體的持續升級，B-1B轟炸機將逐階段適應使用傳統武器的現代戰場。
- Block A：在CMUP計畫開始前，所有的B-1B都屬於此構型，具備特殊的堆疊式投彈架，每個投彈架可以攜帶並投擲28枚Mk82 500磅低阻力通用炸彈。
- Block B：提升APQ-164合成孔徑雷達（Synthetic Aperture Radar, SAR）的解析度，降低自衛電戰系統的故障率與誤判率。此項升級已於1995年完成。
- Block C：「強化能力」階段，主要內容是修改彈艙以掛載最多30枚集束炸彈（Cluster Bomb Units, CBUs）。原來的B-1B彈艙掛架每個隻能攜帶28枚Mk82 500磅低阻力通用炸彈，經過修改後可以攜帶10枚1,000磅集束炸彈。此項升級已於1997年8月完成。
- Block D：「近精確導引能力」，使B-1B轟炸機得以攜帶並投擲聯合直接攻擊彈藥（Joint Direct Attack Munition, JDAM），此外還包括電子反制系統升級、AN/ALE-50拖曳誘餌系統（Towed Decoy System, TDS）、抗干擾無線電等。[5]
- Block E：升級重點在於飛航電腦的性能提升。改良套件整合風偏修正彈藥灑佈器（Wind-Corrected Munitions Dispenser, WCMD）、AGM-154聯合戰區外武器（Joint Standoff Weapon, JSOW）和AGM-158聯合空對地戰區外飛彈（Joint Air-to-Surface Standoff Missile, JASSM）等彈藥攜帶能力。升級計畫已於2006年9月完成。[6]
- Block F：「自衛系統升級計畫（Defensive Systems Upgrade Program, DSUP）」，將提供B-1B更佳的電子反制和干擾能力，預計將原有的AN/ALE-50拖曳誘餌系統更換為更先進的ALE-55光纖拖曳誘餌系統，但自2001年以來一連串的測試失敗，使本計畫在2002年被取消。[7]
- Block G：「距外武器使用能力」，強化AGM-154聯合戰區外武器（Joint Standoff Weapon, JSOW）和AGM-158聯合空對地戰區外飛彈（Joint Air-to-Surface Standoff Missile, JASSM）等距外武器的使用和投擲能力，此外，也將升級任務電腦、風偏修正彈藥灑佈器（Wind-Corrected Munitions Dispenser, WCMD）攜帶和投擲能力，及電子自衛系統的性能提升。[8]
- B-1R：以B-1B為基礎進行性能提升，安裝AN/APG-83雷達，發動機更新原先預定為F-22同款的F119，但F-22和F119因預算刪減而停產，便改為F101（英语：General Electric F101）的衍生型F110。现有的外部挂架将被改造，以允许携带多种常规武器，从而增加总装备量。并将挂架和航电升级至具备发射并引导AIM-120先进中程空对空导弹或AIM-260联合先进战术导弹能力。

## 性能（B-1B）

### 一般特徵
- 機組員：4名（指揮官、副駕駛、攻擊系統操作員和防禦系統操作員）
- 全長；146呎（44.5公尺）
- 翼展：
  - 伸展時：137呎（41.8公尺）
  - 後收時：79呎（24.1公尺）
- 全高：34呎（10.4公尺）
- 翼面積：1,950平方呎（181.2平方公尺）
- 空重：192,000磅（87,100公斤）
- 一般起飛重量：326,000磅（148,000公斤）
- 最大起飛重量：477,000磅（216,400公斤）
- 引擎：
- 4具F101-GE-102（英语：General Electric F101）渦輪扇發動機，後燃推力136 kN

### 飛行表現
- 極速：海平面0.95馬赫（723.15英里每小時；1,163.79每小時），高空1.2馬赫（913.4英里每小時；1,470.1每小時）
- 作戰半徑：2,993海浬（3,445哩，5,543公里）
- 最大航程：6,478海浬（7,456哩，11,998公里）
- 飛行升限：60,000呎（18,000公尺）
- 翼負荷：167磅／平方呎（816公斤／平方公尺）
- 推力重量比：0.37

### 武裝
- 掛載點：6個外掛硬點，可攜掛59,000磅（27,000公斤）；3個內置彈艙，可攜掛75,000磅（34,000公斤）
- 炸彈： 
  - 84枚Mk 82 500磅低阻力通用炸彈[9]
  - 84枚Mk 62快速打擊（Quickstrike）水雷[10]
  - 8枚Mk 65空投水雷
  - 30枚CBU-87/89/97集束炸彈[11]
  - 30枚CBU-103/104/105風偏修正彈藥灑佈器（Wind Corrected Munitions Dispenser，WCMD）
  - 24枚GBU-31聯合直接攻擊彈藥（Joint Direct Attack Munition，JDAM）
  - 15枚GBU-38聯合直接攻擊彈藥[12]
  - 24枚Mk 84 2,000磅低阻力通用炸彈
  - 96枚（使用一組4枚的掛架）或144枚（使用一組6枚的掛架）GBU-39小直徑炸彈（Small Diameter Bomb，SDB）
  - 16枚B-61自由落體式核彈[13]
  - B83核彈
  - GBU-28
  - GBU-54[14]
- 飛彈：
  - 24枚AGM-158聯合空對地距外飛彈（Joint Air-to-Surface Standoff Missile，JASSM）
  - 12枚AGM-154聯合戰區外武器（Joint Standoff Weapon，JSOW）
  - AGM-69A空对地導彈現已退出戰鬥序列
  - AGM-158C遠程反艦飛彈
  - AGM-183A遠程巡弋導彈

## 流行文化中的B-1
- 《變形金剛：復仇之戰》（Transformers: Revenge of the Fallen）：2009年美國動作電影。在影片後半段曾出現B-1以低空飛掠戰場，並用JDAM轟炸躲藏在埃及廢墟中的狂派機器人之劇情。
- （Battlefield 4）：在2013年時推出的第一人稱射擊遊戲戰地風雲4的資料片「中國崛起」（China Rising）中，B-1以美國空軍轟炸機之姿出現，使用武器為聯合直接攻擊彈藥（預設）和AGM-158巡航導彈（解鎖後）。

## 外部連結
- 大氣晚成的"骨頭"--B-1槍騎兵轟炸機（页面存档备份，存于）